# Куп сена
„Куп сена” је југословенски и словеначки кратки филм из 1966. године. Режирао га је Јоже Бевц који је написао и сценарио.

## Улоге
| Глумац    | Улога |
| --------- | ----- |
| Јоже Бевц |       |